# 大鼻吻鯔
大鼻吻鯔為輻鰭魚綱鯔形目鯔科的其中一種，分布於澳洲及巴布亞紐幾內亞的淡水流域，體長可達45公分，棲息在溪流，以藻類、昆蟲等為食。

## 擴展閱讀
維基物種上的相關：大鼻吻鯔